# Webコンテナ
Webコンテナ（ウェブコンテナ、Web container）とは、Jakarta EE（旧・Java EE）アーキテクチャのWebコンポーネント規約を実装するソフトウェア。Java Servletの実行環境となることからServletコンテナ（サーブレットコンテナ、Servlet container）とも呼ばれる。
この規約では、コンピュータセキュリティ、並列性、ライフサイクル管理、トランザクション処理、デプロイやその他のサービスを含むWebコンポーネントの実行環境を規定している。WebコンテナはJava EEプラットフォームAPIを利用したJSPコンテナとしての機能も提供する。

## 主なWebコンテナ
いくつかの製品は、ビジネスロジックを扱うEnterprise JavaBeansの動作も可能なEJBコンテナとしての機能も併せ持つ。
- Apache Tomcat
- GlassFish
- JBoss
- Jetty
- WebSphere Application Server